# Чёртова Скала (заказник)
Чертова Скала — лесной заказник местного значения. Расположен в пределах Лычаковского района Львова, южнее села Лисиничи и к западу от города Винники. Площадь природоохранной территории 353 га. Создан в 1984 г. Управляющая организация — Винниковское лесничество.
Основными задачами заказника являются сохранение ценных буковых и буково-сосновых лесов с живописными ландшафтами и скалами.
Заказник расположен в пределах Львовского плато, в Винниковском лесопарке, в районе памятника природы Чотовы (Чёртовы) скалы — эрозионного останца верхнетортонских песчаников с живописной вершиной. Вся территория лесного массива характеризуется живописными ландшафтами, также выделены генетические резерваты буковых лесов. Территория расположена в лесопарковой части зеленой зоны г. Львова.

## Фотогалерея

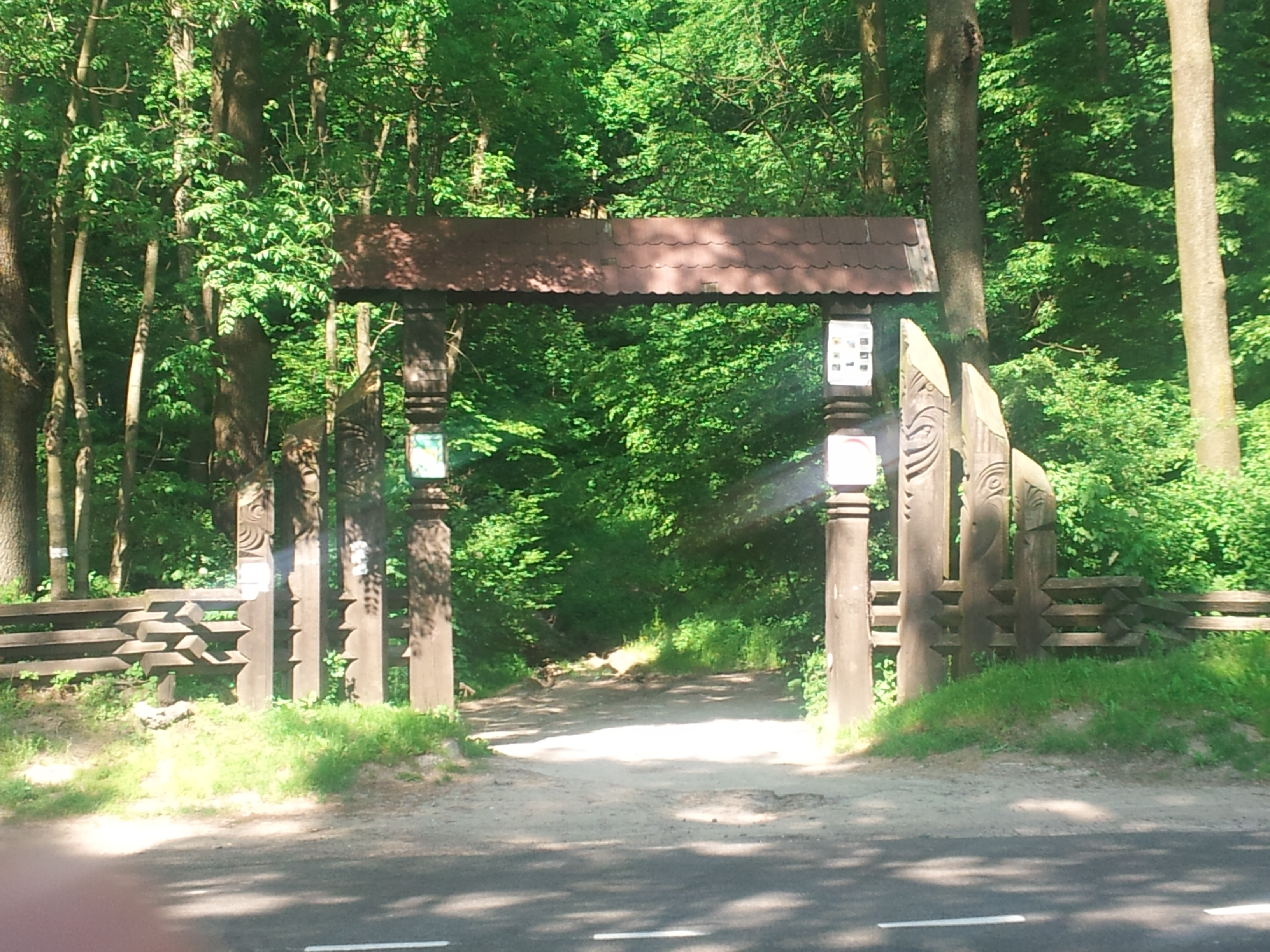
Въезд в заказник
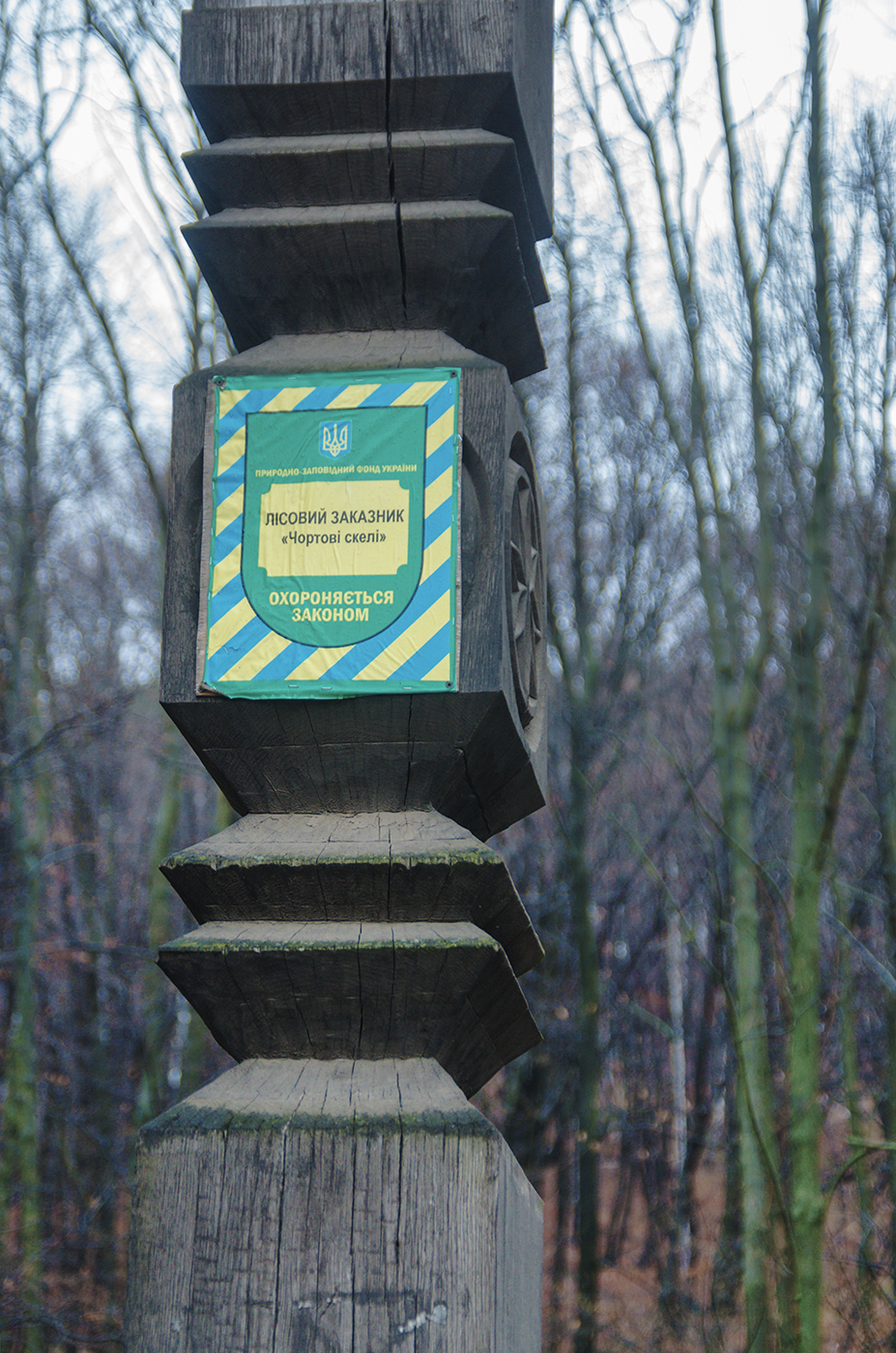
Знак перед входом со стороны Винников
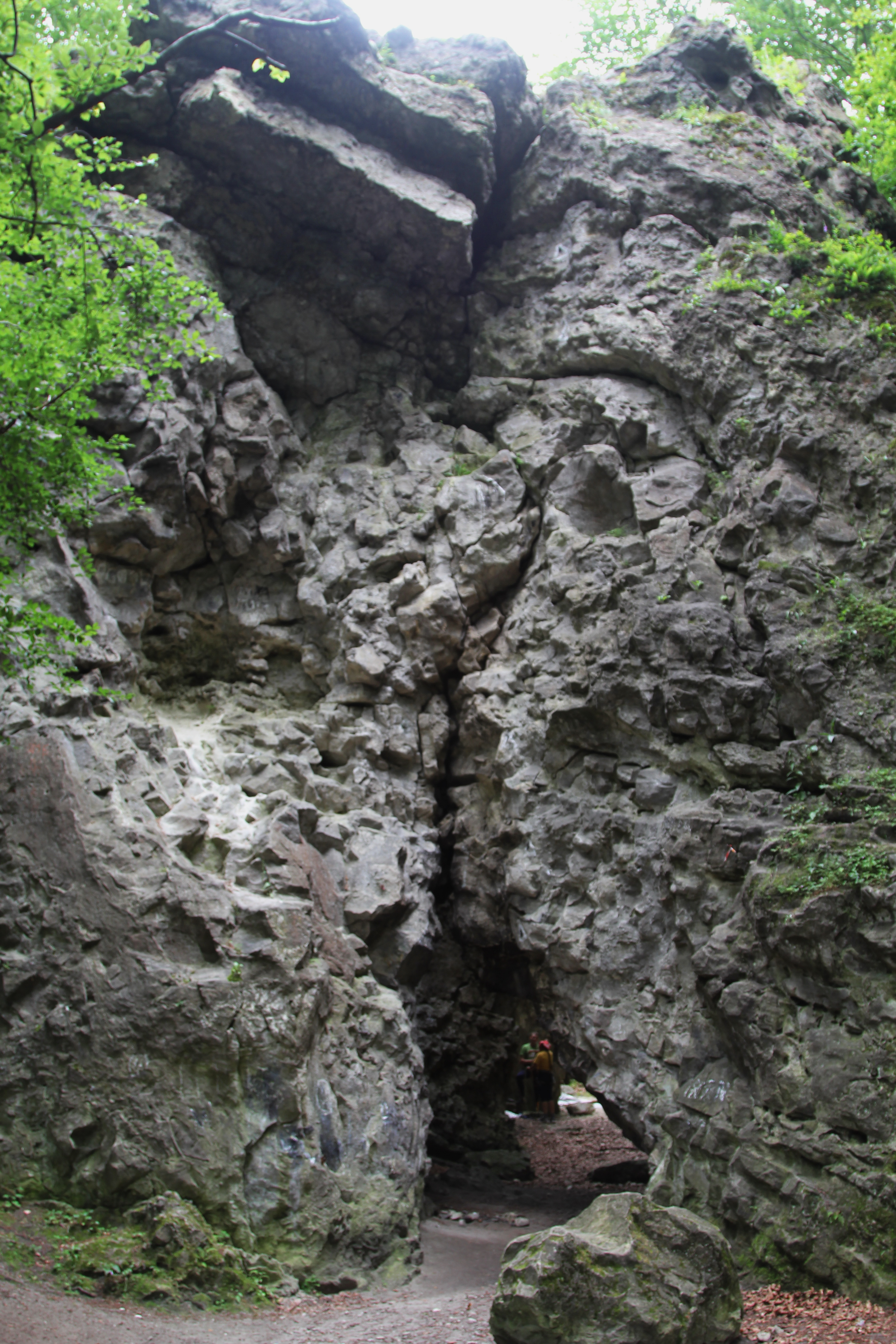
Скала Винники
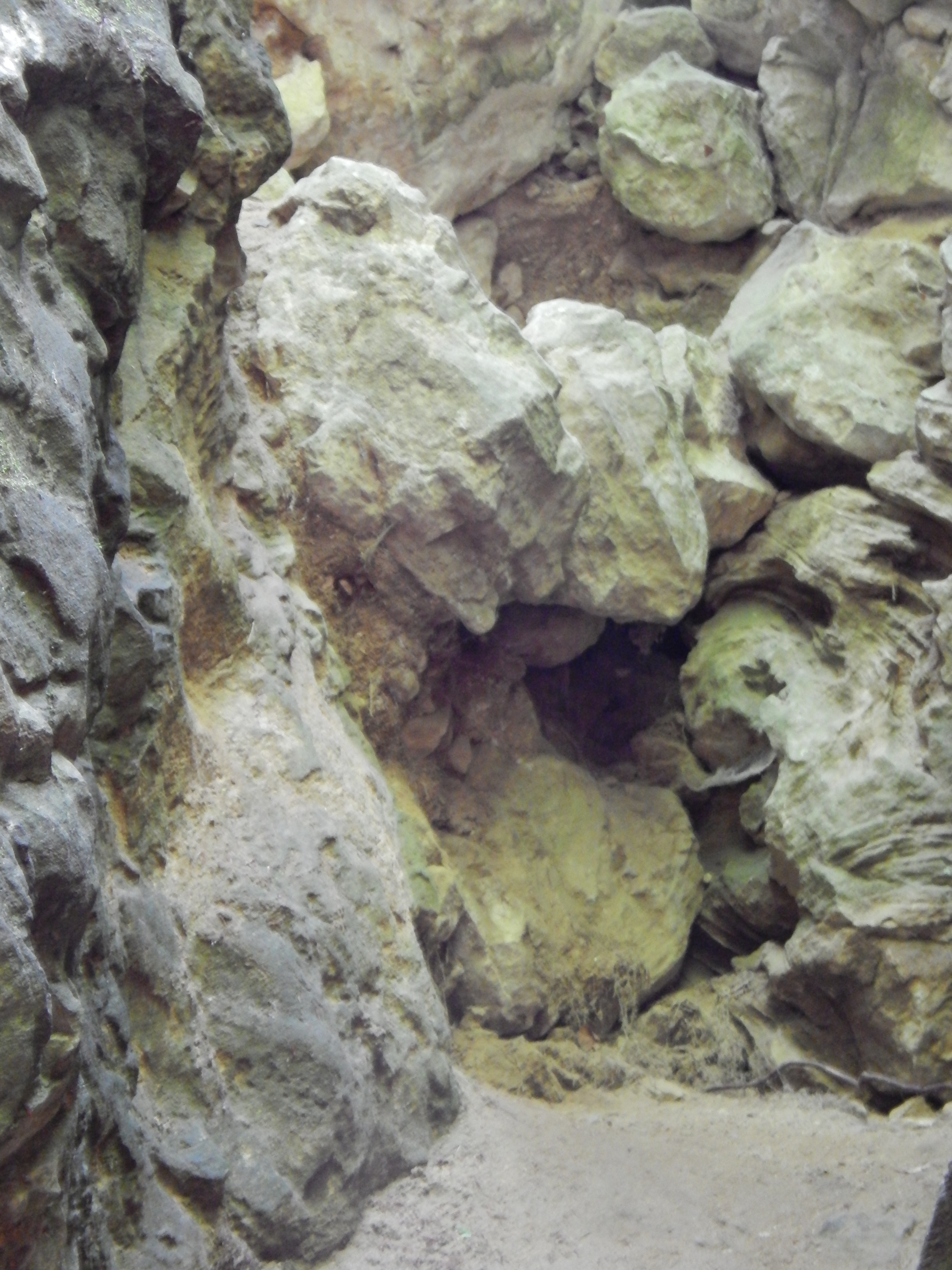
Чёртова скала
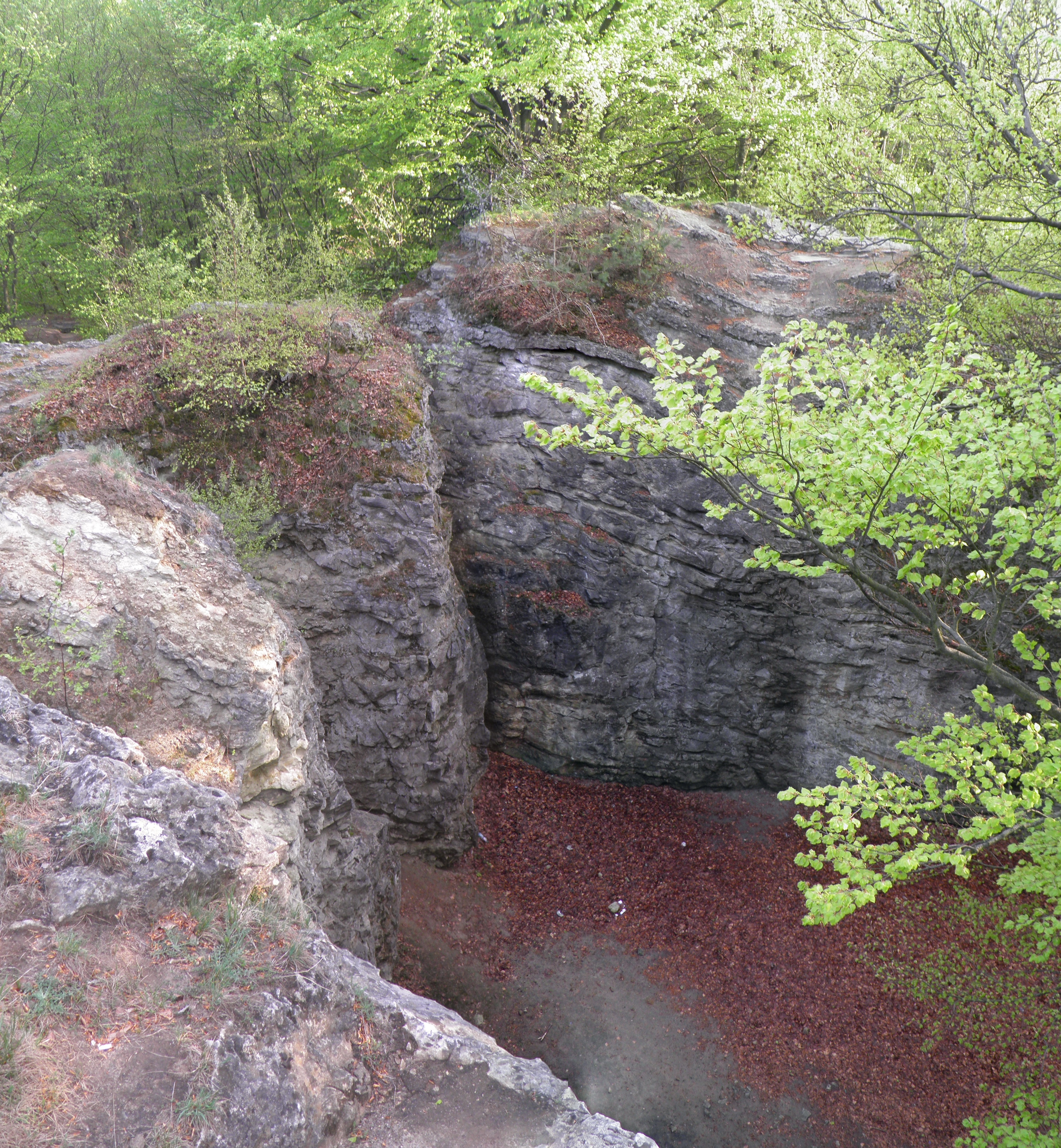
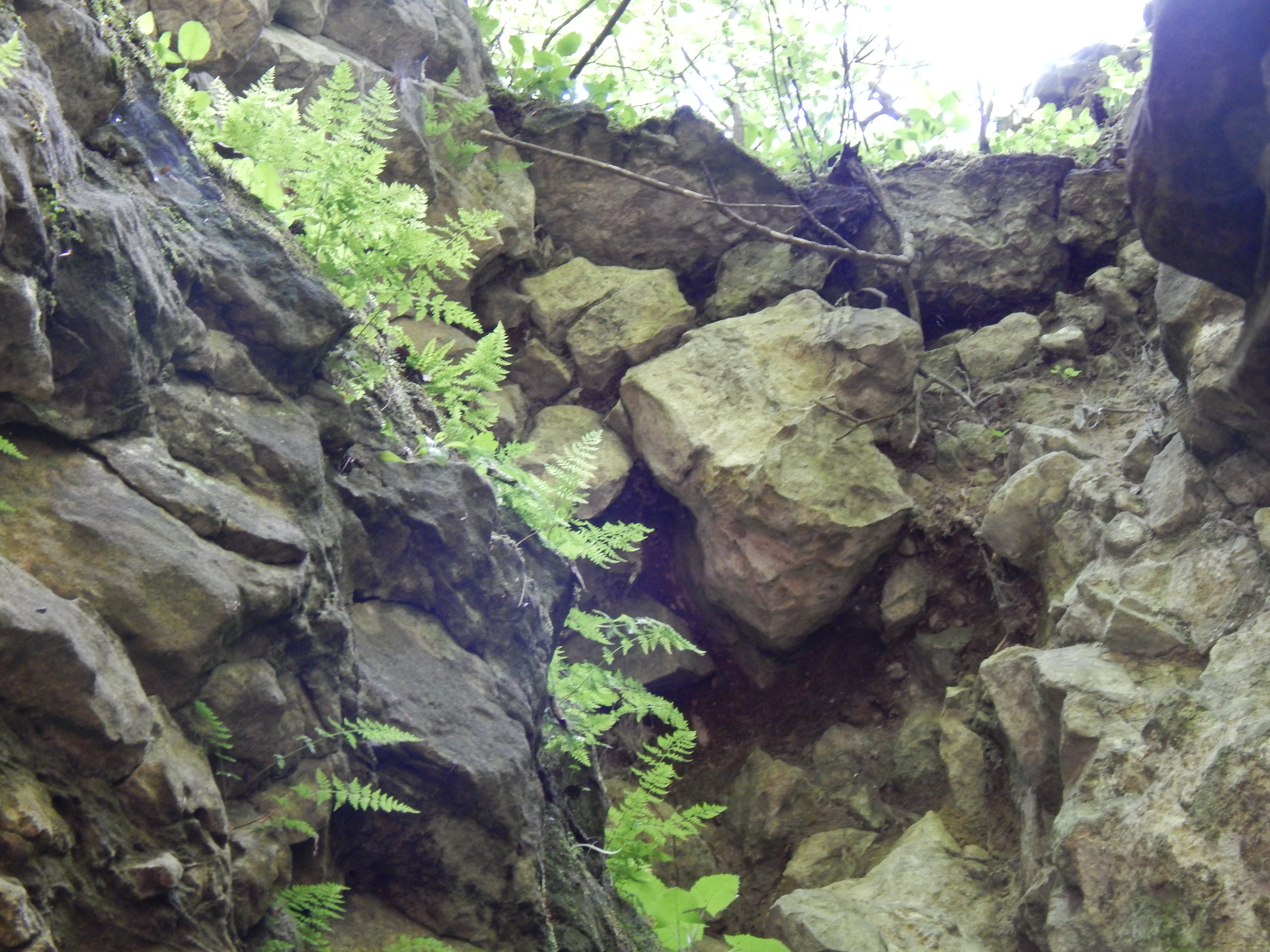
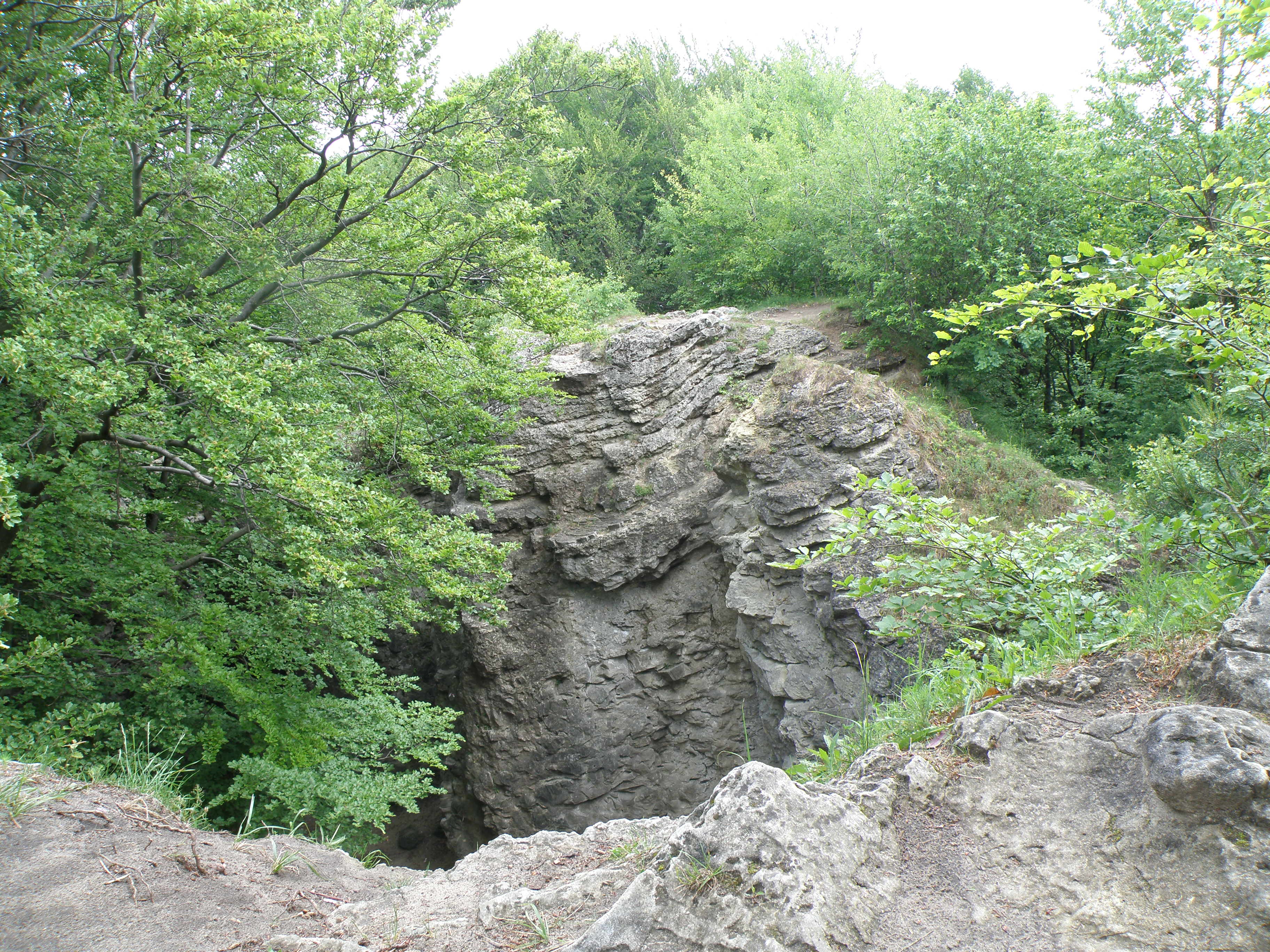
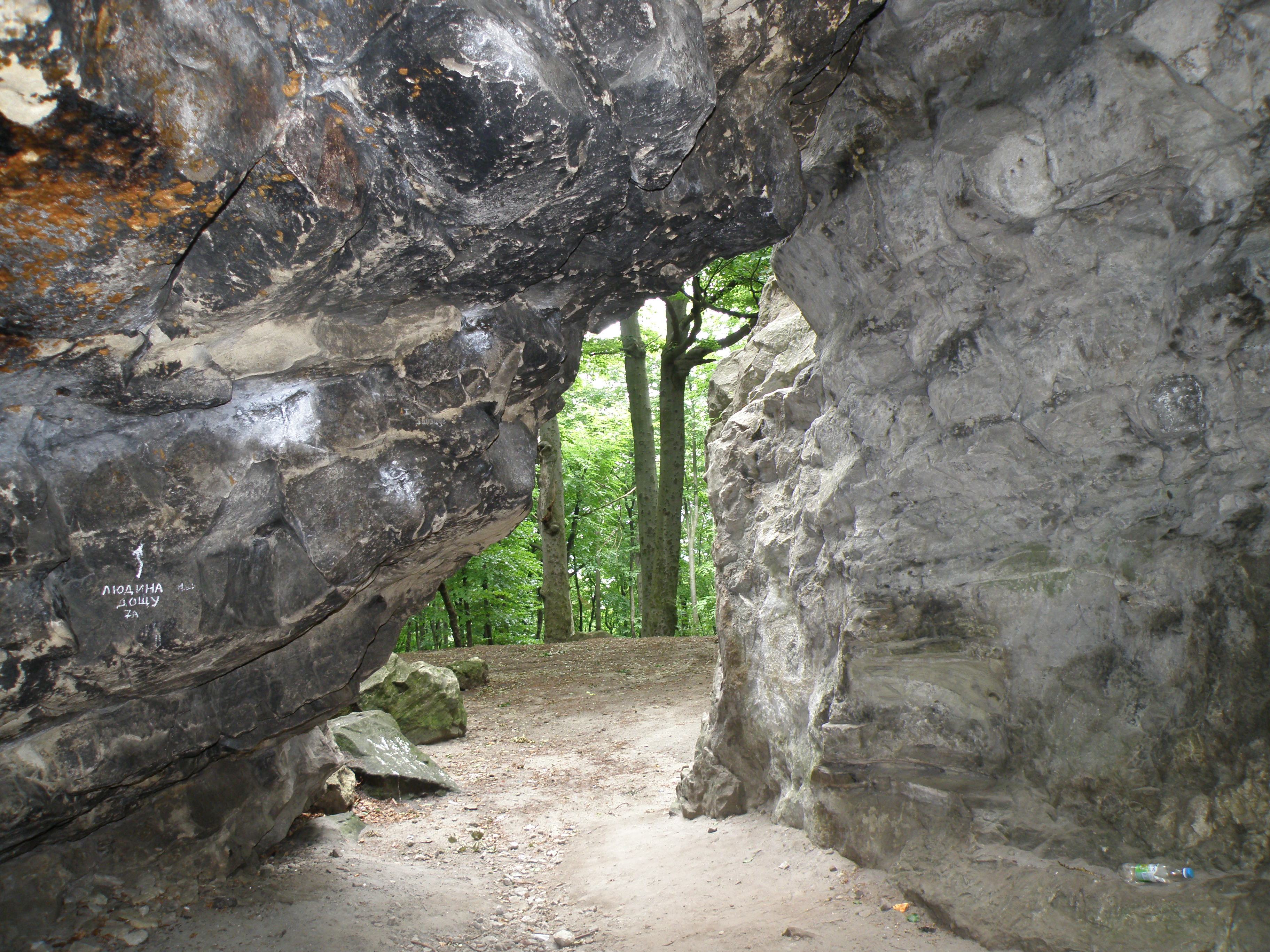
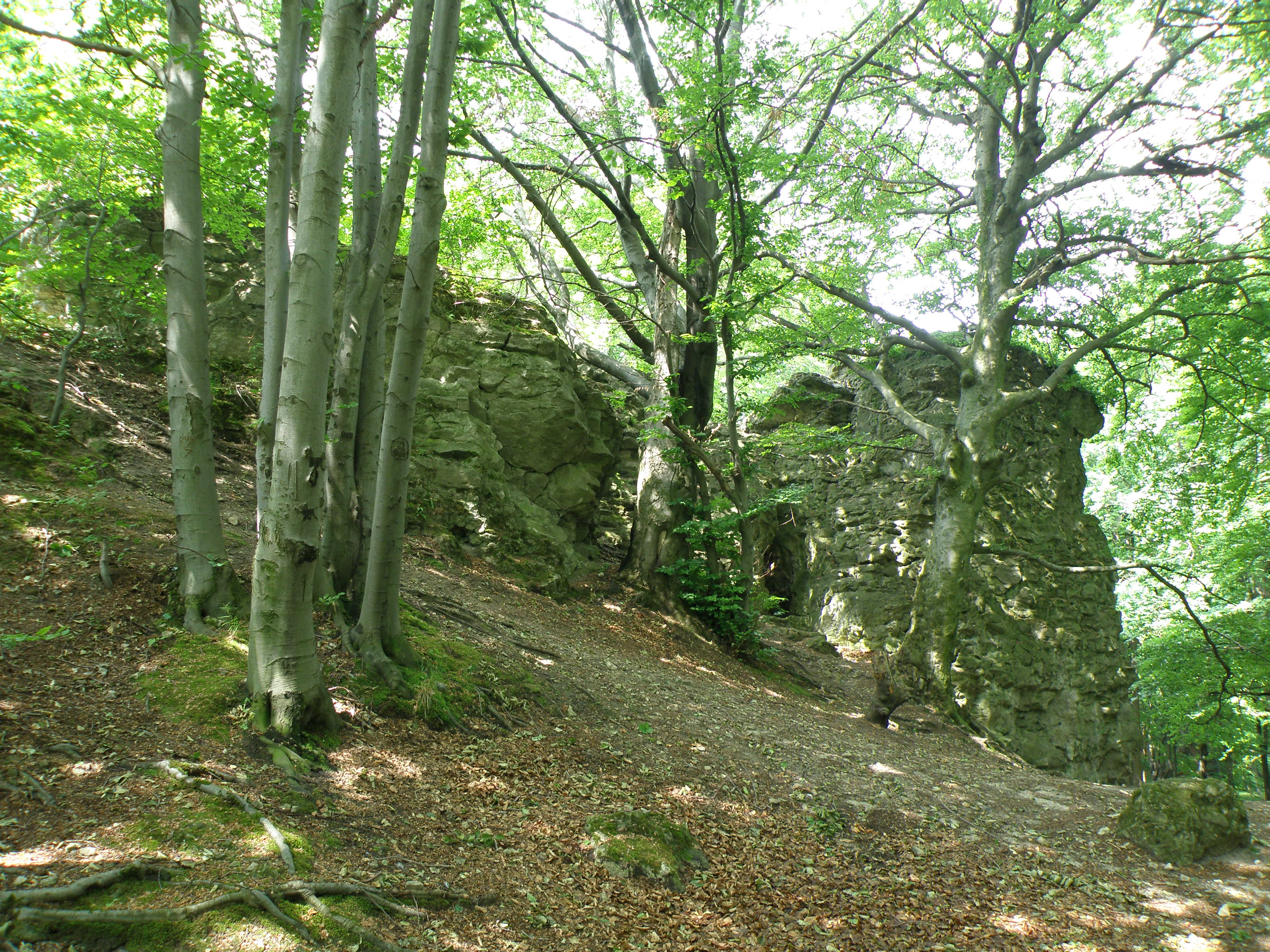
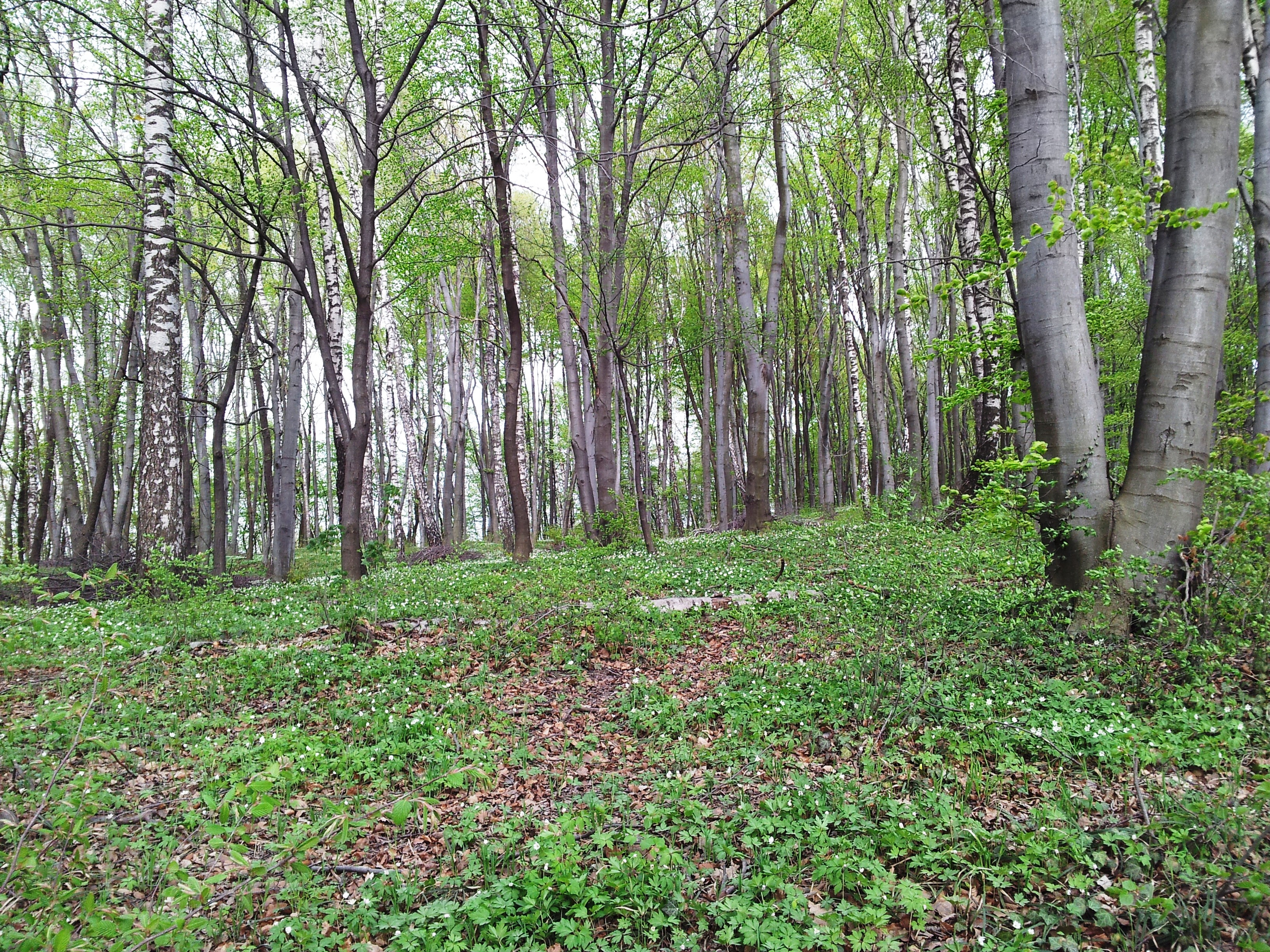